# إستروجين أجنبي
الإستروجين الأجنبي أو المُودق الأجنبي (الاسم العلمي: Xenoestrogen) هو نوع من الهرمونات الأجنبية التي تقلد هرمون الاستروجين. يمكن أن تكون إما مركبات كيميائية اصطناعية أو طبيعية. تشتمل الإستروجينات الأجنبية الاصطناعية على بعض المركبات الصناعية المستخدمة على نطاق واسع، مثل مركبات ثنائي الفينيل متعدد الكلور، بيسفينول أ، والفثالات، والتي لها تأثيرات إستروجينية على كائن حي على الرغم من اختلافها كيميائيًا عن المواد الاستروجينية التي ينتجها نظام الغدد الصماء لأي كائن حي. تشمل الإستروجينات الأجنبية الطبيعية إستروجين نباتي المشتقة من نباتات الإستروجينات الأجنبية. لأن الطريق الأساسي للتعرض لهذه المركبات هو عن طريق استهلاك نباتات الاستروجين النباتية، فإنها تسمى أحيانًا "هرمون الإستروجين الغذائي". ميكوسترويجين، مواد استروجين من الفطريات، هي نوع آخر من الإستروجينات الأجنبية التي تعتبر أيضا السموم الفطرية.
تعتبر الإستروجينات الأجنبية مهمة سريريًا لأنها يمكن أن تحاكي تأثيرات هرمون الاستروجين الداخلي، وبالتالي فهي متورطة في البلوغ المبكر واضطرابات أخرى في الجهاز التناسلي.
تشتمل الإستروجينات الأجنبية على هرمون الاستروجين الدوائي (حيث يكون تأثير هرمون الاستروجين هو التأثير المقصود، كما هو الحال في عقار إيثينيل إيستراديول المستخدم في حبوب منع الحمل)، ولكن قد يكون لمواد كيميائية أخرى أيضًا تأثيرات إستروجينية. أدخل إستروجين أجنبي في البيئة من قبل الشركات الصناعية والزراعية والكيميائية والمستهلكين فقط في السنوات السبعين الماضية أو نحو ذلك، ولكن أرشي إستروجين موجودة بشكل طبيعي. بعض النباتات (مثل الحبوب والبقوليات) تستخدم مواد إستروجين ربما كجزء من دفاعها الطبيعي ضد الحيوانات العاشبة من خلال التحكم في خصوبتها.
إن التأثيرات البيئية والصحية المحتملة للإستروجينات الأجنبية تثير قلقًا متزايدًا. كلمة إستروجين أجنبي مشتقة من الكلمات اليونانية ξένο (xeno، بمعنى أجنبي)، οἶστρος (شبق، وتعني الرغبة الجنسية) وγόνο (جين، وتعني "لتوليد") وتعني حرفيا " الإستروجين الأجنبي". يطلق على إستروجين أجنبي أيضًا اسم "الهرمونات البيئية" أو "EDC" (مركبات اضطراب الغدد الصماء). معظم العلماء الذين يدرسون الإستروجينات الأجنبية، بما في ذلك جمعية الغدد الصماء، يعتبرونها مخاطر بيئية خطيرة لها تأثيرات معطلة للهرمونات على كل من الحياة البرية والبشر.

## آلية العمل
تتميز بداية سن البلوغ بزيادة مستويات الهرمون المطلق لموجهة الغدد التناسلية تحت المهاد. يطلق الهرمون المطلق لموجهة الغدد التناسلية إفراز الهرمون اللوتيني وهرمون تحفيز الجريب من الغدة النخامية الأمامية، مما يؤدي بدوره إلى استجابة المبايض وإفراز إستراديول. الزيادات في هرمون الإستروجين الغدد التناسلية تعزز نمو الثدي وتوزيع الدهون عند الإناث ونمو الهيكل العظمي. ينتج عن الأندروجين الكظري وأندروجين الغدد التناسلية شعر العانة والإبط. قُيّم البلوغ المبكر المحيطي الناجم عن هرمون الإستروجين الخارجي من خلال تقييم إنخفاض مستويات الغدد التناسلية.
إستروجين أجنبي في البلاستيك، والأغذية المعبأة، وصواني المشروبات والحاويات، (أكثر من ذلك، عندما تُسخن في الشمس، أو في الفرن)، قد تتداخل مع تطور البلوغ من خلال الإجراءات على مستويات مختلفة-محور الغدة النخامية، الغدد التناسلية، الطرفية الأعضاء المستهدفة مثل الثدي وبصيلات الشعر والأعضاء التناسلية. يمكن للمواد الكيميائية الخارجية التي تحاكي هرمون الإستروجين أن تغير وظائف نظام الغدد الصماء وتسبب عيوبًا صحية مختلفة عن طريق التدخل في التوليف أو التمثيل الغذائي أو الإستجابات الخلوية لهرمون الإستروجين الطبيعي.
على الرغم من أن فسيولوجيا الجهاز التناسلي معقد، إلا أنه من المفترض أن يحدث تأثير هرمون الإستروجين الخارجي من خلال آليتين محتملتين. قد تغير إستروجين أجنبي بشكل مؤقت أو دائم حلقات التغذية الراجعة في الدماغ والغدة النخامية والغدد التناسلية والغدة الدرقية عن طريق محاكاة تأثيرات هرمون الإستروجين وتحفيز مستقبلاتها المحددة أو قد ترتبط بمستقبلات الهرمونات وتعيق عمل الهرمونات الطبيعية. وبالتالي فمن المعقول أن هرمون الإستروجين البيئي يمكن أن يسرع النمو الجنسي إذا كان موجودًا بتركيز كافٍ أو مع التعرض المزمن. أدى التشابه في بنية هرمون الإستروجين الخارجي وهرمون الإستروجين إلى تغيير توازن الهرمونات داخل الجسم وأدى إلى مشاكل إنجابية مختلفة عند الإناث. الآلية العامة للعمل هي ربط المركبات الخارجية التي تحاكي الإستروجين بمستقبلات الارتباط بالإستروجين وتسبب الإجراء المحدد في الأعضاء المستهدفة.

## تأثيرات
تورط إستروجين أجنبي في مجموعة متنوعة من المشاكل الطبية، وخلال السنوات العشر الماضية، وجدت العديد من الدراسات العلمية أدلة قوية على الآثار الضارة على صحة الإنسان والحيوان.
هناك قلق من أن إستروجين أجنبي قد تكون بمثابة رسل كاذبة وتعطيل عملية الاستنساخ. إستروجين أجنبي، مثل جميع هرمون الإستروجين، يمكن أن تزيد من نمو بطانة الرحم، لذلك علاجات لبطانة الرحم تشمل تجنب المنتجات التي تحتوي عليها. وبالمثل، تتجنب من أجل منع ظهور أو تفاقم غدي. وقد تورطت الدراسات في ملاحظات الاضطرابات في الحياة البرية مع التعرض للإستروجين. على سبيل المثال، يؤدي التصريف من المستوطنات البشرية بما في ذلك الجريان السطحي والمياه المتدفقة من محطات معالجة مياه الصرف الصحي إلى إطلاق كمية كبيرة من إستروجينات أجنبية في الجداول، مما يؤدي إلى تغييرات هائلة في الحياة المائية. مع التراكم الأحيائي عامل 105–106، الأسماك شديدة التأثر بالملوثات. يعتقد أن التيارات في ظروف أكثر جفافا لها تأثيرات أكثر بسبب التركيزات العالية للمواد الكيميائية الناشئة عن نقص التخفيف.
عند مقارنة الأسماك من أعلى محطة معالجة مياه الصرف الصحي وأسفل محطة معالجة مياه الصرف الصحي، وجدت الدراسات خللًا في أنسجة المبيض والخصية، وتضخم الغدد التناسلية، وانخفاض حجم الغدد التناسلية، وتحريض فيتيلوجينين، وتغيير نسب الجنس.
نسب الجنس منحازة للإناث لأن الإستروجينات الأجنبية تقاطع تكوين الغدد التناسلية مما يتسبب في إنعكاس الجنس الكامل أو الجزئي. عند مقارنة المجموعات المجاورة للأسماك البيضاء المصاصة، يمكن أن يكون للأسماك الأنثوية المكشوفة ما يصل إلى خمس مراحل من البويضات وتطور المبايض بشكل غير متزامن مقابل الأسماك الأنثوية غير المعرضة التي عادة ما يكون لها مرحلتان من البويضات والمبايض النامية بشكل متزامن. في السابق، عثر على هذا النوع من الاختلاف فقط بين الأنواع الإستوائية والمعتدلة.
تقلل تركيزات الحيوانات المنوية ومحيط حركتها في ذكور الأسماك المعرضة ل إستروجين أجنبي بالإضافة إلى تعطيل مراحل تكوين الحيوانات المنوية. علاوة على ذلك، أدت إستروجين أجنبي إلى كميات هائلة من ثنائيي الجنس في الأسماك. على سبيل المثال، تشير إحدى الدراسات إلى أن عدد الخنثيات في الأسماك المصاصة البيضاء يساوي عدد الذكور في مجموعة المصب في محطة معالجة مياه الصرف الصحي. لم يعثر على أعضاء ثنائيي الجنس في المنبع من المصنع. كما وجدوا اختلافات في نسبة نسيج الخصية والمبيض ودرجة تنظيمها بين الأسماك ثنائية الجنس. علاوة على ذلك، تعرض الإستروجينات الأجنبية الأسماك لمحفزات CYP1A من خلال تثبيط بروتين مفترض وتعزيز مستقبل Ah، والذي تربط بأوبئة السرطان وبدء الأورام.
أنشأ تحريض CYP1A ليكون مؤشرًا حيويًا جيدًا للتعرض للإستروجين أجنبي. بالإضافة إلى ذلك، تحفز الإستروجينات الأجنبية مادة الفيتيلوجينين، التي تعمل كمخزون غذائي، وبروتينات زونا رادياتا، التي تشكل قشر البيض. لذلك، تعتبر الفيتيلوجينين وزونا رادياتا المؤشرات الحيوية لتعرض الأسماك.
تأثير محتمل آخر من إستروجين أجنبي على الجينات المسرطنة، على وجه التحديد فيما يتعلق بما يلي سرطان الثدي. يشك بعض العلماء في أن الإستروجينات الأجنبية لها أي تأثير بيولوجي كبير، في التركيزات الموجودة في البيئة. ومع ذلك، هناك أدلة قوية في مجموعة متنوعة من الدراسات الحديثة تشير إلى أن الإستروجينات الأجنبية يمكن أن تزيد من نمو سرطان الثدي في زراعة الأنسجة.
أقترح أن المستويات المنخفضة جدًا من إستروجين أجنبي، بيسفينول أ، يمكن أن تؤثر على الإشارات العصبية للجنين أكثر من المستويات الأعلى، مما يشير إلى أن النماذج الكلاسيكية حيث الجرعة تساوي الاستجابة قد لا تكون قابلة للتطبيق في الأنسجة الحساسة. نظرًا لأن هذه الدراسة تضمنت الحقن داخل المخيخ، فإن علاقتها بالتعرضات البيئية غير واضحة، وكذلك دور تأثير هرمون الإستروجين مقارنة ببعض التأثيرات السامة الأخرى للبيسفينول أ.
يجادل علماء آخرون بأن التأثيرات المرصودة زائفة وغير متسقة، أو أن كميات العوامل منخفضة جدًا بحيث لا يكون لها أي تأثير. وجدت دراسة استقصائية أجريت عام 1997 على العلماء في المجالات ذات الصلة بتقييم هرمون الإستروجين أن 13 في المائة إعتبروا التهديدات الصحية من الإستروجينات الأجنبية "كبيرة"، و62 في المائة "صغيرة" أو "لا شيء"، و25 في المائة كانوا غير متأكدين.
كانت هناك تكهنات بأن إنخفاض عدد الحيوانات المنوية لدى الذكور قد يكون بسبب زيادة التعرض للإستروجين في الرحم. أشار شارب في مراجعة عام 2005 إلى أن المواد اإاستروجينية الخارجية ضعيفة جدًا في آثارها التراكمية لتغيير الأداء التناسلي للذكور، ولكنها تشير إلى أن الموقف يبدو أكثر تعقيدًا لأن المواد الكيميائية الخارجية قد تؤثر على التوازن الداخلي لهرمون التستوستيرون والإستروجين.

### تأثير
إن الوجود في كل مكان لمثل هذه المواد الإستروجينية هو مصدر قلق صحي كبير، سواء على المستوى الفردي أو للسكان. تعتمد الحياة على نقل المعلومات البيوكيميائية إلى الجيل التالي، وقد يتداخل وجود الإستروجينات الأجنبية مع عملية المعلومات عبر الأجيال من خلال "الارتباك الكيميائي" (فيدياف وسيفير)، الذين يقولون: "النتائج لا تدعم على وجه اليقين الرأي القائل بأن هرمون الإستروجين البيئي يساهم في زيادة الإضطرابات التناسلية للذكور، كما أنه لا يوفر أسبابًا كافية لرفض مثل هذه الفرضية ".
يوضح تقرير عام 2008 مزيدًا من الأدلة على الآثار الواسعة الإنتشار لتأنيث المواد الكيميائية على نمو الذكور في كل فئة من أنواع الفقاريات كظاهرة عالمية. تسعة وتسعون في المائة من أكثر من 100000 مادة كيميائية أُدخلت مؤخرًا تخضع للتنظيم غير القانوني، وفقًا للمفوضية الأوروبية.
كُلّفت وكالات مثل وكالة حماية البيئة الأمريكية والبرنامج الدولي للسلامة الكيميائية التابع لمنظمة الصحة العالمية بمعالجة هذه القضايا. 

### البلوغ المبكر
البلوغ هوعملية تنموية معقدة تعرف على أنها الإنتقال من الطفولة إلى المراهقة والوظيفة الإنجابية للبالغين. أول علامة على سن البلوغ عند الإناث هي تسارع النمو متبوعًا بتطور برعم ثدي محسوس (الثيلارش). متوسط عمر الثيلارش هو 9.8 سنوات. على الرغم من أنه قد يعكس التسلسل، إلا أن التغيرات المعتمدة على الأندروجين مثل نمو شعر الإبط والعانة ورائحة الجسم وحب الشباب (الكظر) تظهر عادةً بعد عامين. بداية الدورة الشهرية (الحيض) حدث متأخر (متوسط 12.8 سنة)، يحدث بعد مرور ذروة النمو.
يعتبر البلوغ مبكرًا (البلوغ المبكر) إذا حدثت خصائص جنسية ثانوية قبل سن الثامنة عند الفتيات و9 سنوات عند الأولاد. غالبًا ما يكون النمو المتزايد هو التغيير الأول في سن البلوغ المبكر، يليه نمو الثدي ونمو شعر العانة. ومع ذلك، الثيلارش، الغدة الكظرية، والنمو الخطي  يمكن أن يحدث في وقت واحد وعلى الرغم من أنه غير شائع، يمكن أن يكون الحيض هو العلامة الأولى. يمكن تصنيف البلوغ المبكر إلى البلوغ المبكر المركزي (المعتمد على الجونادوتروبين) أو البلوغ المحيطي (المستقل عن الغدد التناسلية). يربط البلوغ المبكر المحيطي بالتعرض لمركبات الاستروجين الخارجية.
يتأثر سن البلوغ بالعديد من العوامل مثل الوراثة والحالة التغذوية والعرق والعوامل البيئية بما في ذلك الظروف الإجتماعية والإقتصادية والموقع الجغرافي. حدث إنخفاض في العمر عند بداية سن البلوغ من 17 عامًا إلى 13 عامًا خلال فترة 200 عام حتى منتصف القرن العشرين. تُعزى الإتجاهات نحو سن البلوغ المبكر إلى تحسين الصحة العامة وظروف المعيشة. الفرضية الرئيسية لهذا التغيير نحو سن البلوغ المبكر هي تحسين التغذية مما يؤدي إلى نمو الجسم السريع وزيادة الوزن وترسب الدهون. ومع ذلك، يعتقد العديد من المعارضين أن التعرض للمواد الكيميائية قد يلعب دورًا. سلطت دراستان وبائيتان حديثتان في الولايات المتحدة (PROS وNMANES III) الضوء على التقدم غير المتوقع مؤخرًا في النضج الجنسي لدى الفتيات. تشير الدراسات الأمريكية والأوروبية والآسيوية إلى أن نمو الثدي لدى الفتيات يحدث في سن أصغر بكثير مما كانت عليه قبل بضعة عقود، بغض النظر عن العرق والظروف الاجتماعية والاقتصادية. يعد التعرض للمواد الكيميائية البيئية أحد العوامل المتورطة في الاتجاه التنازلي الأخير للنضج الجنسي المبكر.

#### نهود في بورتوريكو
منذ عام 1979، أدرك أخصائيو الغدد الصماء لدى الأطفال في بورتوريكو زيادة في عدد المرضى الذين يعانون من الندبة المبكرة. قِيس وجود الفثالات في دم 41 فتاة يعانين من بداية نمو الثدي في وقت مبكر ومجموعة متطابقة من الضوابط. كان متوسط عمر الفتيات المصابات بالجلد قبل الأوان 31 شهرًا. وجدوا مستويات عالية من الفثالات في الفتيات اللاتي يعانين من الثعلبة المبكرة مقارنة بالضوابط. لم تحتوي جميع حالات الجلطة المبكرة في عينة الدراسة على مستويات مرتفعة من إسترات الفثالات وكان هناك قلق فيما إذا كان التلوث الاصطناعي من معدات مختبر الفينيل والأنابيب يبطل النتائج، وبالتالي يضعف الصلة بين التعرض والسببية.

#### حالات البلوغ المبكر في توسكانا
درس الدكتور ماسارت وزملاؤه من جامعة بيزا إنتشار البلوغ المبكر في منطقة شمال غرب توسكانا. تُمَثّل هذه المنطقة من إيطاليا بكثافة عالية من الساحات البحرية والصوبات الزراعية حيث يشيع التعرض لمبيدات الآفات وفطر إستروجين (هرمون الإستروجين الذي تنتجه الفطريات). على الرغم من عدم تمكنهم من تحديد سبب محدد لإرتفاع معدلات البلوغ المبكر، فقد خلص المؤلفون إلى أن المبيدات الحشرية البيئية ومبيدات الأعشاب قد تكون متورطة.

#### تلوث الألبان
يتلوث الأعلاف الحيوانية بعدة آلاف من الأرطال من ثنائي الفينيل متعدد البروم في ميتشجان في عام 1973 مما أدى إلى تعرض السكان لثنائي الفينيل متعدد البروم بدرجة عالية عن طريق الحليب ومنتجات أخرى من الأبقار الملوثة. يُقدّر تعرض الأطفال في الفترة المحيطة بالولادة عن طريق قياس ثنائي فينيل متعدد البروم في مصل الأمهات بعد بضع سنوات من التعرض. الفتيات اللائي تعرضن لمستويات عالية من ثنائي فينيل متعدد البروم من خلال الرضاعة كان لديهن سن مبكرة من الحيض ونمو شعر العانة مقارنة بالفتيات اللائي تعرضن بدرجة أقل في الفترة المحيطة بالولادة. وأشارت الدراسة إلى عدم وجود فروق في توقيت نمو الثدي بين الحالات والضوابط.

#### تلوث الأسماك
تلوثت منطقة البحيرات العظمى بالنفايات الصناعية (بشكل رئيسي مركبات ثنائي الفينيل متعدد الكلور وثنائي كلورو ثنائي الفينيل ثلاثي كلورو الإيثان) منذ بداية القرن العشرين. وقد تراكمت هذه المركبات في الطيور والأسماك الرياضية. صُمّمت دراسة لتقييم تأثير استهلاك الأسماك الملوثة على النساء الحوامل وأطفالهن. تمت مراجعة تركيزات ثنائي الفينيل متعدد الكلور وثنائي كلورو ثنائي فينيل كلورو إيثيلين في مصل الأمهات وعمر بناتهم عند الحيض. في التحليل متعدد المتغيرات، تربط ثنائي كلورو ثنائي فينيل كلورو إيثيلين وليس ثنائي الفينيل متعدد الكلور بانخفاض عمر الحيض. تضمنت قيود الدراسة القياس غير المباشر للتعرض والإبلاغ الذاتي عن الحيض.

#### الآثار المترتبة
البلوغ المبكر له العديد من الآثار الجسدية والنفسية والاجتماعية الهامة على الفتاة الصغيرة. لسوء الحظ، فإن طفرة نمو البلوغ المبكرة ونضج العظام المتسارع سيؤدي إلى إغلاق سابق لأوانه القاصي الكردوس مما يؤدي إلى انخفاض ارتفاع البالغين وقصر القامة. في عام 1999، أوصت إدارة الغذاء والدواء الأمريكية بعدم تناول هرمون الإستروجين في طعام يزيد عن 3.24 نانوغرام يوميا للإناث. كما تورط البلوغ المبكر في السمنة لدى الأطفال والبالغين. أقترحت بعض الدراسات أن البلوغ المبكر يضع الفتيات في خطر أكبر للإصابة بسرطان الثدي في وقت لاحق من الحياة. يرتبط البلوغ المبكر بإضطرابات أمراض النساء الأخرى مثل الإنتباذ البطاني الرحمي والعضال الغدي ومتلازمة المبيض المتعدد الكيسات والعقم. يمكن أن يؤدي البلوغ المبكر إلى ضائقة نفسية اجتماعية وضعف الصورة الذاتية وضعف احترام الذات. الفتيات ذوات الخصائص الجنسية الثانوية في مثل هذه السن المبكرة أكثر عرضة للتخويف والمعاناة من الإعتداء الجنسي. تشير الدراسات إلى أن الفتيات اللواتي يصبحن ناضجات جنسيا في سن مبكرة هن أيضا أكثر عرضة للإنخراط في سلوكيات المخاطرة مثل التدخين, تعاطي الكحول أو المخدرات، والإنخراط في غير محمي الجنس.
الأدبيات الحالية غير كافية لتوفير المعلومات التي نحتاجها لتقييم مدى مساهمة المواد الكيميائية البيئية في البلوغ المبكر. الفجوات في معرفتنا هي نتيجة القيود في تصاميم الدراسات، وأحجام العينات الصغيرة، والتحديات التي تواجه إجراء تقييم التعرض وعدد قليل من المواد الكيميائية التي تمت دراستها. لسوء الحظ، يستنتج التعرض ولا يقاس فعليا في الدراسات المتاحة. إن القدرة على اكتشاف الدور المحتمل للمواد الكيميائية في تغيير نمو البلوغ مرتبكة بالعديد من العوامل الغذائية والوراثية ونمط الحياة القادرة على التأثير على سن البلوغ والطبيعة المعقدة لنظام الغدد الصماء التناسلي. تشمل التحديات البحثية الأخرى التحولات في مستويات التعرض بين السكان بمرور الوقت والتعرض المتزامن لمركبات متعددة. بشكل عام، لا تدعم الأدبيات على وجه اليقين الادعاء بأن المواد الكيميائية البيئية أو العوامل الغذائية لها تأثيرات واسعة النطاق على التطور الجنسي البشري. ومع ذلك، فإن البيانات لا تدحض مثل هذه الفرضية أيضا. التطور الجنسي المتسارع معقول في الأفراد المعرضين لتركيز عال من المواد الإستروجين. وهناك زيادة مطردة فيما يتعلق بالتعرض لمجموعة واسعة من إستروجين أجنبي في العالم الصناعي. هناك حاجة إلى مزيد من البحث لتقييم تأثير هذه المركبات على تطور البلوغ. 

### في الحيوانات الأخرى
أظهرت الدراسات التي أجريت على الحيوانات غير البشرية أن التعرض للملوثات البيئية مع نشاط الإستروجين يمكن أن يسرع من بداية سن البلوغ. وقد وصفت آلية محتملة في الفئران المعرضة ل ثنائي كلورو ثنائي الفينيل ثلاثي كلورو الإيثان أو بيتا استراديول التي عُثر على إفراز نابض غنره لزيادة. تبين أن التعرض الفموي لإناث الفئران لإستروجينات أجنبية يسبب البلوغ المبكر الزائف (الفتح المهبلي المبكر والشبق الأول المبكر). تسببت دراسة للديوكسين في إناث الفئران غير الناضجة في تطور جرابي مبكر ومن المعروف أن الفثالات تقلل من المسافة الشرجية التناسلية في الفئران حديثي الولادة. على الرغم من أن هذه المقالة تركز على آثار إستروجين أجنبي وظيفة الإنجاب في الإناث، العديد من الدراسات الحيوانية أيضا تورط الإستروجين البيئي' والأندروجينات' الآثار السلبية على نظام التكاثر الذكور. إدارة هرمون الإستروجين لتطوير الحيوانات الذكور يقلل من وزن الخصية ويقلل من إنتاج الحيوانات المنوية. يربط حجم القضيب الصغير لذكر التماسيح بتلوث موطنها الطبيعي في فلوريدا بمادة الـثنائي كلورو ثنائي الفينيل ثلاثي كلورو الإيثان البيانات من البحوث الحيوانية وفيرة مما يدل على الآثار السلبية على إستنساخ المركبات النشطة هرمونيا الموجودة في البيئة.

## الإستروجين البيئي المشترك

### أترازين
يستخدم الأترازين على نطاق واسع كمبيد للأعشاب لمكافحة أنواع الأعشاب عريضة الأوراق التي تنمو في محاصيل مثل الذرة وقصب السكر والتبن والقمح الشتوي. تُطبق الأترازين أيضًا على أشجار عيد الميلاد، والمروج السكنية، وملاعب الجولف، وغيرها من المناطق الترفيهية. الأترازين هو ثاني أكبر مبيد حشري مبيعًا في العالم ويُقدر أنه أكثر مبيدات الأعشاب استخدامًا في الولايات المتحدة. يتورط الأترازين في التدخل في نظام الغدد الصم العصبية، مما يعيق إفراز الهرمون المطلق لموجهة الغدد التناسلية والذي بدوره يقلل من مستويات الهرمون اللوتيني والهرمون المنبه للجريب.

### ثنائي الفينول أ
ثنائي الفينول أ هو المونومر المستخدم في التصنيع البولي تستخدم راتنجات البلاستيك والإيبوكسي كبطانة في معظم علب الأطعمة والمشروبات. القدرة العالمية منهاج عمل بيجين تتجاوز 6.4 بليون رطل (2.9×109 كـغ) في السنة، وبالتالي هي واحدة من أعلى المواد الكيميائية المنتجة في جميع أنحاء العالم. يمكن أن تخضع روابط الإستر في البولي كربونات القائمة على ببا للتحلل المائي وترشيح ثنائي الفينول أ. ولكن في حالة الإيبوكسيبوليمرات المتكونة من ثنائي الفينول أ، لا يمكن إطلاق ثنائي الفينول أ بمثل هذا التفاعل. من الجدير بالذكر أيضا أنه من بين ثنائي الفينول أ، يعتبر ثنائي الفينول أ إستروجين أجنبي ضعيفا. ثبت أن المركبات الأخرى، مثل ثنائي الفينول زد، لها تأثيرات إستروجين أقوى في الفئران.
لقد أقترح أن ثنائي الفينول أ وغيره من الإستروجينات الأجنبية قد تسبب المرض للإنسان والحيوانات. يرتبط التعرض لـثنائي الفينول أ بالاختلالات في الأنظمة البشرية بما في ذلك الجهاز المناعي والغدد الصم العصبية وأنظمة الإخراج. الضرر الذي ينتج عن هذه الاختلالات هو من خلال آليات تداخل الإنزيم، والأكسدة الخلوية، والتغيرات اللاجينية، وانهيار خيوط الحمض النووي.
ثبت أيضًا أن ثنائي الفينول س، وهو نظير لـثنائي الفينول أ، يغير نشاط هرمون الإستروجين. أظهرت إحدى الدراسات أنه عندما تعرضت خلايا الغدة النخامية للفئران المستزرعة لمستويات منخفضة من ثنائي الفينول س، فقد غيرت مسار إشارات الإستروجين والإستراديول وأدت إلى إطلاق البرولاكتين بشكل غير مناسب.

### ثنائي كلورو ثنائي الفينيل ثلاثي كلورو الإيثان
كان ثنائي كلورو ثنائي الفينيل ثلاثي كلورو الإيثان يستخدم على نطاق واسع في مبيدات الآفات للأغراض الزراعية حتى حُظرت في عام 1972 في الولايات المتحدة. تشمل التأثيرات الخطرة لمادة الـثنائي كلورو ثنائي الفينيل ثلاثي كلورو الإيثان على البيئة ارتباطها بإنتاج قشور البيض الهشة في الطيور وأظهرت انخفاضًا بنسبة 90% في معدلات ولادة التمساح. على الرغم من حظر استخدام الـثنائي كلورو ثنائي الفينيل ثلاثي كلورو الإيثان في الولايات المتحدة، إلا أنه لا يزال يستخدم في أجزاء كثيرة من العالم للإستخدام الزراعي، ومكافحة الحشرات، ومكافحة انتشار الملاريا.
ثنائي كلورو ثنائي الفينيل ثلاثي كلورو الإيثان ومستقلباته ثنائي كلورو ثنائي فينيل كلورو إيثيلين وثنائي كلورو ثنائي فينيل ثنائي كلوروإيثان في الفقاريات، لا يمكن تكسير الـثنائي كلورو ثنائي الفينيل ثلاثي كلورو الإيثان ويبقى داخل الكائن الحي. هناك خطر ضئيل من أن يتسبب الـثنائي كلورو ثنائي الفينيل ثلاثي كلورو الإيثان في زيادة المخاطر الصحية عند التعرض في مرحلة البلوغ، ولكن في فترات النمو الرئيسية قبل الولادة وفي مرحلة المراهقة، كانت هناك أدلة تشير إلى زيادة خطر الإصابة بسرطان الثدي.

### الديوكسين
الديوكسين، أُطلقت مجموعة من المواد الكيميائية شديدة السمية أثناء عمليات الاحتراق وتصنيع المبيدات وتبييض الكلور من لب الخشب. تٌصّرف الديوكسين في المجاري المائية من مصانع اللب والورق. يعتقد أن إستهلاك الدهون الحيوانية هو المسار الأساسي لتعرض الإنسان. العلاقة بين التعرض للديوكسين والمركب الشبيه بالديوكسين والأمراض البشرية ليست راسخة. لا تظهر المقايسات الحيوية التي أُجريت على الحيوانات وجود علاقة قوية بين الاثنين.

### الإندوسلفان
الإندوسلفان هو مبيد حشري يستخدم على العديد من الخضروات والفواكه والحبوب والأشجار. يمكن إنتاج الإندوسلفان كمركز سائل أو مسحوق قابل للبلل أو قرص دخان. يحدث التعرض البشري من خلال استهلاك الغذاء أو تلوث المياه الجوفية والسطحية. من المعروف أن التعرض للإندوسلفان يسبب نوبات ناتجة عن فرط تحفيز الجهاز العصبي المركزي (الجهاز العصبي المركزي). عند التعرض الكبير والتراكم في النظام، أُبلغ عن سمية الأعضاء الرئيسية مثل القلب والكبد والكلى ويمكن أن تؤدي إلى الوفاة في غضون ساعات

### مثبطات اللهب المبرومة
وينتمي كل من مركبات ثنائي الفينيل متعدد البروم والإثيرات متعددة البروم إلى نفس فئة المواد الكيميائية المعروفة باسم مثبطات اللهب المبرومة. ثنائي الفينيل متعدد البروم هي مواد كيميائية تضاف إلى المواد البلاستيكية المستخدمة في شاشات الكمبيوتر وأجهزة التلفزيون والمنسوجات والرغاوي البلاستيكية لجعلها أكثر صعوبة في الحرق. توقف تصنيع ثنائي الفينيل متعدد البروم في الولايات المتحدة في عام 1976، ولكن لأنها لا تتحلل بسهولة. ولا تزال مركبات ثنائي الفينيل متعدد البروم موجودة في التربة والماء والهواء. الإيثرات ثنائية الفينيل متعددة البروم تتصرف بشكل مشابه لمركبات ثنائي الفينيل متعدد البروم من حيث أنها أيضا مثبطة للهب. لا ترتبط الإثيرات متعددة البروم ثنائية الفينيل كيميائيا بالأصناف المرتبطة بها، وبالتالي يمكن أن تتسرب إلى البيئة.

### ثنائي الفينيل متعدد الكلور
ثنائي الفينيل متعدد الكلور هو من المواد الكيميائية العضوية التي صنعها الإنسان المعروفة باسم الهيدروكربونات المكلورة. صنعت مركبات ثنائي الفينيل متعدد الكلور في المقام الأول لاستخدامها كسوائل عازلة ومبردات نظراً لاستقرارها الكيميائي وقابليتها المنخفضة للاشتعال وخصائص العزل الكهربائي. حظرت مركبات ثنائي الفينيل متعدد الكلور في عام 1979 ولكن، مثل ثنائي كلورو ثنائي الفينيل ثلاثي كلورو الإيثان، لا تزال قائمة في البيئة. لا تقتصر تأثيرات مركبات ثنائي الفينيل متعدد الكلور على البيئة. يكشف عن ارتباطات بين مستويات ثنائي الفينيل متعدد الكلور لدى الأمهات وحالات مثل الربو والأكزيما، روزولا، والتهابات الجهاز التنفسي العلوي.

### الفثالات
الفثالات هي الملدنات التي توفر المتانة والمرونة للبلاستيك مثل البولي فينيل كلوريد. تستخدم الفثالات ذات الوزن الجزيئي العالي في الأرضيات، أغطية الجدران والأجهزة الطبية مثل الأكياس والأنابيب الوريدية. عثر على الفثالات منخفضة الوزن الجزيئي في العطور والمستحضرات ومستحضرات التجميل والورنيش واللك والطلاء بما في ذلك الإصدارات الموقوتة في المستحضرات الصيدلانية. يمكن أن يكون للتعرض للفثالات تأثيرات متفاوتة على البشر حسب النضج. في البالغين، يربط التعرض للفثالات بحالات مثل الربو واضطرابات التمثيل الغذائي مثل مرض السكري من النوع الثاني ومقاومة الأنسولين والحساسية والربو. عند الأطفال، يكون للتعرض للفثالات اختلاف ملحوظ عند مقارنته بالبالغين، حيث ارتبط بمستويات الهرمون التناسلي المعطلة ووظيفة الغدة الدرقية.

### زيرانول
زيرانول يستخدم حاليا كمحفز نمو الابتنائية ل الثروة الحيوانية في الولايات المتحدة وكندا. حُظر في الاتحاد الأوروبي منذ عام 1985، لكنه لا يزال موجودا كملوث في الطعام من خلال منتجات اللحوم التي تعرضت له.

### متفرقات
- بيسفينول س
- بوتيل هيدروكسي الأنيسول (حافظة طعام)
- ثنائي كلورو ثنائي فينيل ثلاثي كلورو الإيثان (مبيد حشري محظور)
- إيثينيل إيستراديول (حبوب منع الحمل المركبة) (أُطلق في البيئة باعتباره إستروجين أجنبي)[89]
- هبتاكلور (مبيد حشري مقيد)
- لندان سداسي كلورو حلقي الهكسان (مبيد حشري مقيد)
- إستروجين معدني (فئة من الزينوإستروجينات غير العضوية)
- خماسي كلور الفينول (مبيد حيوي عام مقيد ومواد حافظة للأخشاب)
- ثنائي الفينيل متعدد الكلور (محظورة؛ استخدمت سابقًا في الزيوت الكهربائية ومواد التشحيم والمواد اللاصقة والدهانات)
- فثالات (ملدن)

- فثالات مضاعف (2-إيثيل الهكسيل) (ملدن لـ بي في سي)